# Asterogyne yaracuyense
Asterogyne yaracuyense är en enhjärtbladig växtart som beskrevs av Andrew James Henderson och Julian Alfred Steyermark. Asterogyne yaracuyense ingår i släktet Asterogyne och familjen Arecaceae. IUCN kategoriserar arten globalt som akut hotad. Inga underarter finns listade i Catalogue of Life.